# A Love Supreme
A Love Supreme (в переводе с англ. — «Всевышняя любовь») — студийный альбом, записанный джазовым квартетом Джона Колтрейна в декабре 1964 года и изданный на лейбле Impulse! Records в феврале 1965 года. Соединив в себе импульсивность хард-бопа, в жанре которого Колтрейн работал на раннем этапе своей карьеры, с элементами фри-джаза и модального джаза, к которым относят поздние работы музыканта, данный альбом признаётся многими критиками как важнейшая веха в его творчестве и имеет огромное значение не только для дискографии самого Колтрейна, но и для всего джаза в целом.
Квартет записал данный альбом всего за одну сессию 9 декабря 1964 года в звукозаписывающей студии Van Gelder, расположенной в боро Энглвуд-Клифс, штат Нью-Джерси. Считается, что дом Колтрейна в посёлке Дикс-Хилс, штат Нью-Йорк, послужил местом вдохновения для создания A Love Supreme. Экспозиция Колтрейна об Ахмадийской мусульманской общине также рассматривается в качестве источника влияния на написание этого альбома.

## Структура альбома
Альбом представляет собой сюиту, разбитую на четыре части: «Acknowledgement» (Признание), которая включает в себя мантру, давшую название всему альбому, «Resolution» (Решимость), «Pursuance» (Осуществление) и «Psalm» (Псалом). Религиозная направленность альбома широко раскрывает личную борьбу Колтрейна за духовную чистоту и непорочность и выражает глубокую благодарность музыканта, который понимает, что его талант и музыкальное мастерство принадлежат скорее не ему, а высшим духовным силам. На протяжении всей сюиты Колтрейн играет исключительно на тенор-саксофоне.
Альбом начинается ударом гонга, затем следует короткое соло саксофона и мотив из четырёх нот, идущий от контрабаса Джимми Гаррисона, который задаёт темп всему произведению. Колтрейн солирует на саксофоне различные вариации мотива, повторяя четыре ноты снова и снова в различных перестановках. После нескольких повторений мотив превращается в вокальное пение «A Love Supreme» в исполнении Колтрейна (который аккомпанирует себе с помощью наложения).
В заключительной части сюиты Колтрейн исполняет то, что сам назвал «музыкальным повествованием», используя своё стихотворение, напечатанное в буклете альбома (джазовый пианист и музыковед Льюис Портер описывает это как «бессловесную декламацию»). Колтрейн словно «играет» слова этого стихотворения на саксофоне, не произнося их. Некоторые биографы музыканта предполагают, что такое исполнение является данью уважения к учениям афро-американских проповедников. В стихотворении (и по-своему в соло Колтрейна) стихи заканчиваются словами: «Восторг. Элегантность. Восхищение. Все от Бога. Спасибо, Господи. Аминь.» («Elation. Elegance. Exaltation. All from God. Thank you God. Amen.»).

## Признание критиками и влияние
| Оценки критиков                     | Оценки критиков |
| Источник                            | Оценка          |
| ----------------------------------- | --------------- |
| Allmusic                            | [ 7 ]           |
| All About Jazz                      | положительно    |
| Down Beat                           | [ 9 ]           |
| Q                                   | [ 10 ]          |
| Rolling Stone                       | [ 11 ]          |
| The Rolling Stone Jazz Record Guide | [ 12 ]          |

| Оценки критиков           | Оценки критиков |
| Источник                  | Оценка          |
| ------------------------- | --------------- |
| Allmusic                  | [ 13 ]          |
| Mojo                      | положительно    |
| Rolling Stone             | [ 15 ]          |
| The Sydney Morning Herald | положительно    |
| Uncut                     | [ 17 ]          |
| The Village Voice         | положительно    |
| The Wire                  | положительно    |

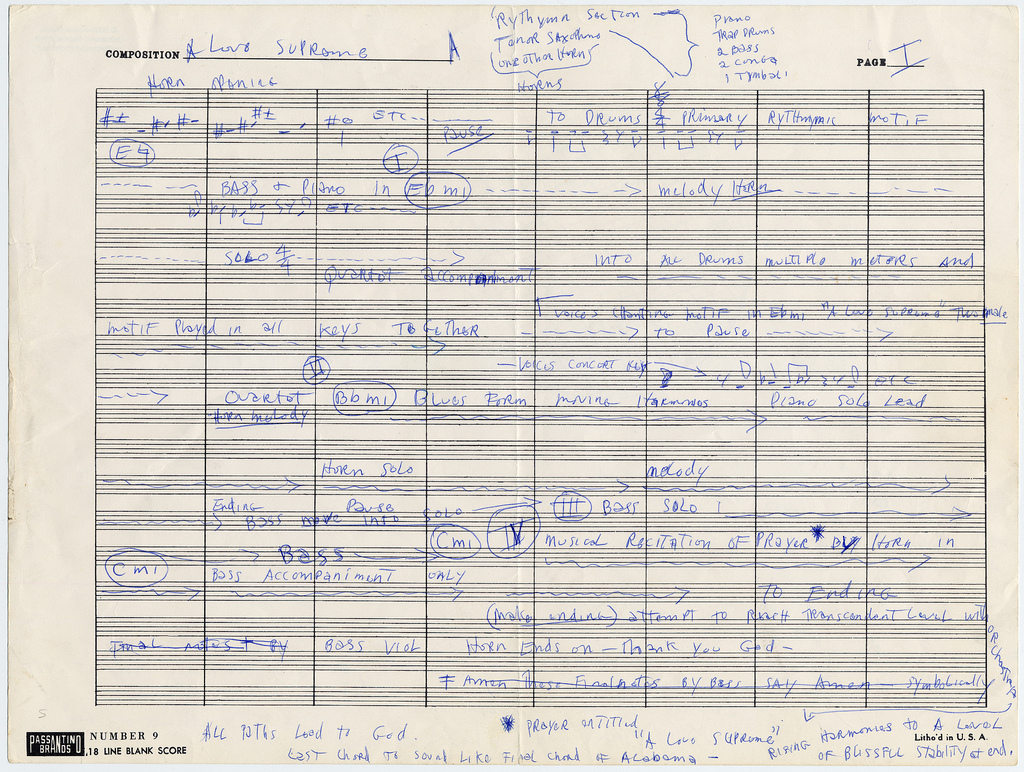
Оригинальная рукопись Колтрейна для A Love Supreme, включающая запись «All paths lead to God» (рус. Все пути ведут к Богу)

A Love Supreme постоянно упоминается в списке величайших джазовых пластинок всех времён . К 1970 году было продано около 500 тысяч экземпляров альбома, что сильно превзошло по продажам другие релизы Колтрейна на лейбле «Impulse!», которые, как правило, не превышали 30 тысяч экземпляров. Нотная рукопись Колтрейна с темами A Love Supreme считается национальным достоянием и хранится в Смитсоновском институте, в Национальном музее американской истории.
Известный энциклопедист и исследователь джаза Колин Ларкин поставил творение Колтрейна на третье место в своём списке Top 100 Jazz Albums. Ларкин описал альбом как «одну из наиболее эмоционально глубоких записей во всём джазе» («one of the most profoundly moving records in all of jazz»). В 2003 году альбом занял 47-ю позицию в списке «500 величайших альбомов всех времён по версии журнала Rolling Stone».
Влияние альбома обширно и многогранно. Различные музыканты, начиная от тенор-саксофониста Джошуа Редмана и заканчивая рок-звездой Боно из U2, который делает отсылки к альбому в песне Angel of Harlem, отмечают влияние A Love Supreme на свои собственные работы. Гитаристы Джон Маклафлин и Карлос Сантана, вместе описывая данный альбом как наиболее первичный в своём влиянии на своё творчество, записали совместную трибьют-пластинку к Джону Колтрейну под названием Love Devotion Surrender в 1973 году.

## Список композиций
Сторона А
| №  | Записано            | Номер дубля | Описание                  | Перевод              | Длительность |
| -- | ------------------- | ----------- | ------------------------- | -------------------- | ------------ |
| 1. | 9 декабря 1964 года | 90243       | Part 1: «Acknowledgement» | Часть 1: «Признание» | 7:47         |
| 2. | 9 декабря 1964 года | 90244‒7     | Part 2: «Resolution»      | Часть 2: «Решимость» | 7:22         |

Сторона Б
| №  | Записано            | Номер дубля | Описание                            | Перевод                                   | Длительность |
| -- | ------------------- | ----------- | ----------------------------------- | ----------------------------------------- | ------------ |
| 3. | 9 декабря 1964 года | 90245‒1     | Part 3: «Pursuance»/Part 4: «Psalm» | Часть 3: «Осуществление»/Часть 4: «Псалм» | 17:53        |

### Deluxe edition
Диск 1
| №  | Записано            | Номер дубля | Описание                  | Длительность |
| -- | ------------------- | ----------- | ------------------------- | ------------ |
| 1. | 9 декабря 1964 года | 90243       | Part 1: «Acknowledgement» | 7:43         |
| 2. | 9 декабря 1964 года | 90244‒7     | Part 2: «Resolution»      | 7:20         |
| 3. | 9 декабря 1964 года | 90245‒1     | Part 3: «Pursuance»       | 10:42        |
| 4. | 9 декабря 1964 года | 90245‒1     | Part 4: «Psalm»           | 7:05         |

Диск 2
| №  | Записано            | Номер дубля | Описание                                 | Длительность |
| -- | ------------------- | ----------- | ---------------------------------------- | ------------ |
| 1. | 26 июля 1965 года   | неизв.      | Introduction by Andre Francis            | 1:13         |
| 2. | 26 июля 1965 года   | неизв.      | «Acknowledgement» (Live)                 | 6:11         |
| 3. | 26 июля 1965 года   | неизв.      | «Resolution» (Live)                      | 11:36        |
| 4. | 26 июля 1965 года   | неизв.      | «Pursuance» (Live)                       | 21:30        |
| 5. | 26 июля 1965 года   | неизв.      | «Psalm» (Live)                           | 8:49         |
| 6. | 9 декабря 1964 года | 90244‒4     | «Resolution» (Альтернативный дубль)      | 7:25         |
| 7. | 9 декабря 1964 года | 90244‒6     | «Resolution» (Breakdown)                 | 2:13         |
| 8. | 9 декабря 1964 года | 90246‒1     | «Acknowledgement» (Альтернативный дубль) | 9:09         |
| 9. | 9 декабря 1964 года | 90246‒2     | «Acknowledgement» (Альтернативный дубль) | 9:22         |

## Участники записи
Квартет Джона Колтрейна

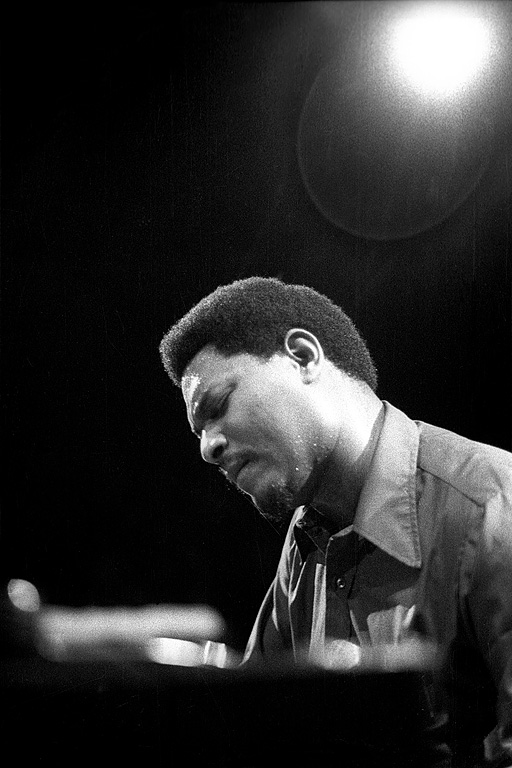
Маккой Тайнер играл на фортепиано на протяжении всей сессии A Love Supreme

- Джон Колтрейн — бэнд-лидер, нотные записи, вокал, тенор-саксофон
- Джимми Гаррисон — контрабас
- Элвин Джонс — барабаны, гонг, литавры
- Маккой Тайнер — фортепиано

Приглашённые музыканты
- Арт Дэвис — контрабас на альтернативных дублях в «Acknowledgement»
- Арчи Шепп — тенор-саксофон на альтернативных дублях в «Acknowledgement»

Продюсирование
- Джордж Грей/Вайсрой — дизайн обложки
- Виктор Калин — иллюстрации
- Джо Либоу — дизайн буклета
- Боб Тейл — музыкальное продюсирование, фото-обложка[31]
- Руди Ван Гельдер — звукорежиссёр и мастеринг